# Vasco Bergamaschi
Vasco Bergamaschi (* 29. September 1909 in San Giacomo delle Segnate, Lombardei; † 24. September 1979) war ein italienischer Radrennfahrer.
Bergamaschi begann seine Laufbahn 1930 und gewann in jenem Jahr die Coppa del Re. Sein größter Erfolg war der Gewinn der Gesamtwertung des Giro d’Italia 1935, die er auch der Unterstützung seines Teamkameraden und Vorjahressiegers Learco Guerra verdankte. Der Zweite Weltkrieg beendete seine Karriere.

## Palmarès
- Gesamtsieger Tour de Hongrie: 1930
- Gesamtsieger Giro del Veneto: 1935
- Gesamtsieger Giro d’Italia: 1935
- Etappensieg bei der Tour de France 1935
- Etappensieg beim Giro d’Italia: 1939
- Gesamtsieger Milano–Modena: 1940

## Teams
- 1932 – Maino-Clement
- 1933 – Maino-Clement
- 1934 – Maino-Clement
- 1935 – Maino-Girardengo
- 1936 – Maino
- 1937 – Bianchi
- 1938 – Bianchi
- 1939 – Bianchi
- 1940 – Bianchi
- 1941 – Bianchi
- 1942 – Millizia Contraera Roma
- 1943 – Millizia Contraera Roma